# 425 Cornelia
425 Cornelia eller 1896 DC är en asteroid i huvudbältet, som upptäcktes 28 december 1896 av den franske astronomen Auguste Charlois. Den är uppkallad efter Cornelia Africana.
Asteroiden har en diameter på ungefär 67 kilometer.